# Tomba di Giuseppe

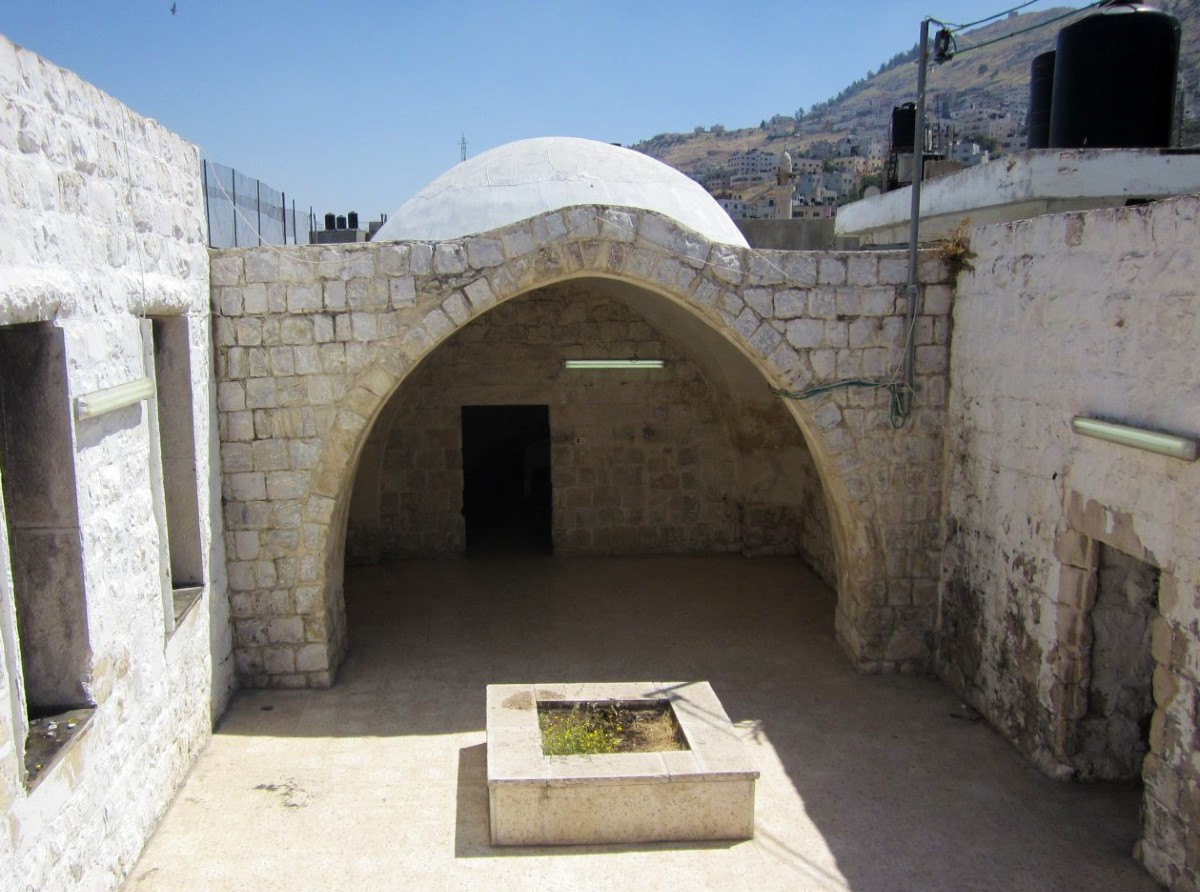
Vista della tomba di Giuseppe

La  tomba di Giuseppe (in ebraico קבר יוסף‎?)  è il cenotafio considerato il luogo di sepoltura del patriarca israelita Giuseppe. È situata all'ingresso orientale della valle che separa i monti Garizim ed Ebal, a nord-ovest del Pozzo di Giacobbe, nella periferia di Nablus (Cisgiordania). Il sito è vicino all'antica città di Sichem, la prima capitale del Regno d'Israele.
In Genesi 50,24-26, Giuseppe esprime ai suoi fratelli il desiderio che la sua salma sia portata fuori dall'Egitto quando essi sarebbero arrivati nella Terra Promessa. 
Nell'Antico Testamento, il Libro di Giosuè (24:32) identifica Sichem come il luogo della sepoltura sia di Giuseppe che dei suoi figli Efraim e Manasse. 

## Storicità del cenotafio
Secondo la maggior parte dei ricercatori l'erezione del monumento è da collocare nel corso del periodo persiano (circa 538-333 a.C.).
Secondo Hans-Martin Schenke (1967) la tradizione della sepoltura di Giuseppe a Sichem può essere intesa solamente come interpretazione storica secondaria, creata dagli ebrei su un originale santuario cananeo
.
L'edificio attuale, una piccola stanza rettangolare che ospita un cenotafio, è databile al 1868; non sono visibili elementi antichi. La moderna ricerca archeologica non ha ancora determinato se il cenotafio corrisponda alla tomba menzionata dalla Bibbia.

## Storia del cenotafio

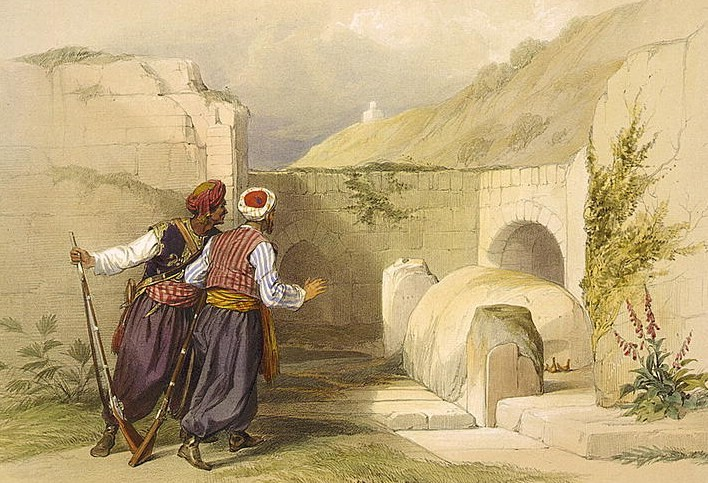
David Roberts, La Tomba di Giuseppe a Sichem (1839).

La Tomba di Giuseppe è un luogo di preghiera per ebrei, samaritani e cristiani.
Nel corso della sua lunga storia è stata più volte oggetto di conflitti religiosi. 

In epoca bizantina, samaritani e cristiani si sono disputati il controllo dell'accesso al monumento, in alcuni casi impiegando anche la forza. Nel XX secolo, con la presa della Cisgiordania da parte di Israele nel 1967, la tomba è diventata un luogo di esclusiva preghiera ebraica; ai musulmani è stato proibito l'accesso. Da allora in poi, frizioni e conflitti tra le due componenti religiose sono diventati frequenti.
Anche dopo la firma degli Accordi di Oslo (1993) la Tomba è rimasta sotto il controllo dell'Esercito israeliano. Nel 2000 il sito è stato consegnato all'Autorità Nazionale Palestinese. Poco tempo dopo è rimasto seriamente danneggiato durante una sommossa.
Nel 2002, in seguito alla rioccupazione israeliana della città di Nablus (Operazione Scudo difensivo), si è avuto il ritorno della frequentazione di gruppi di ebrei al monumento. Sono seguiti i lavori di restauro: all'edificio e alla cupola (2009-2010); successivamente sono continuate le frequentazioni di gruppi di ebrei alla Tomba.
Il 16 ottobre 2015 circa 150 palestinesi hanno appiccato il fuoco al monumento.
Secondo le prime testimonianze, è rimasta danneggiata soprattutto la zona riservata alla preghiera femminile. Un tentativo d'incendio si era già verificato il 7 luglio 2014.
Il 26 ottobre 2015 una trentina di studenti israeliani di una scuola religiosa si sono recati nottetempo presso il cenotafio senza previamente informare le autorità israeliane. Al loro arrivo sono stati assaliti da palestinesi, che hanno anche bruciato una delle loro automobili. Giunta sul luogo la polizia palestinese, ha arrestato cinque israeliani, ne ha percosso alcuni e poi li ha consegnati all'esercito d'Israele. A sua volta Tsahal li ha tratti in arresto per aver violato un'ordinanza militare; tutto questo è avvenuto mentre gli altri studenti si allontanavano volontariamente.
Il santuario è stato nuovamente vandalizzato Nella notte tra il 9 e il 10 ottobre 2022 da un centinaio di palestinesi.